# Beddomeia mesibovi
Beddomeia mesibovi é uma espécie de gastrópode  da família Hydrobiidae.
É endémica da Austrália.